# Seleuc de Selèucida
Seleuc de Selèucida (grec: Σέλευκος Seleukos), nascut a Selèucida en el 190 a. C.) va ser un astrònom, professor, i filòsof grec, i un dels pocs defensors de la teoria heliocèntrica d'Aristarc de Samos.
Podria haver nascut a Selèucia del Tigris (capital de l'Imperi Selèucida) o a Selèucia sobre el Mar Roig.

## Teoria heliocèntrica
És conegut com a seguidor de la teoria heliocèntrica d'Aristarc de Samos, que proposava el gir de la Terra al voltant del seu propi eix, i al seu torn, al voltant del Sol. Segons Plutarc, Seleuc va ser el primer a demostrar el sistema heliocèntric a través del raonament, però no se sap quin argument va utilitzar. Segons Bartel van der Waerden, Seleuc pot haver construït la seva teoria determinant les constants d'un model geomètric, i desenvolupant mètodes per calcular les posicions planetàries, usant aquest model. Pot haver emprat mètodes trigonomètrics, que ja estaven disponibles en el seu temps, ja que va ser contemporani de Hiparc de Nicea.

## Marees
D'acord amb Lucio Russo, els arguments de Seleuc per a la seva teoria heliocèntrica estaven probablement relacionats amb els fenòmens de les marees. El cicle anual de les marees, que va ser estudiat per Seleuc, pot ser difícilment explicat per la teoria geocèntrica. Seleuc va teoritzar correctament que les marees són causades per la Lluna, explicant que la interacció es feia per mitjà del pneuma. Es va adonar que les marees variaven en temps, i força, en diferents parts del món.
Estrabó afirma que Seleuc va ser el primer a afirmar que les marees són degudes a l'atracció de la Lluna i que la seva altura depèn de la posició relativa de la Lluna respecte al Sol.

## Eponímia
- El cràter lunar Seleucus porta aquest nom en la seva memòria.[12]
- L'asteroide (3288) Seleucus també commemora el seu nom.[13]

## Estudis
- Neugebauer, O. «The History of Ancient Astronomy. Problems and Methods». Journal of Near Eastern Studies, 4, 1, 1945, p. 1–38. DOI: 10.1086/370729.
- Sarton, George «Chaldaean Astronomy of the Last Three Centuries B. C.». Journal of the American Oriental Society, 75, 3, 1955, p. 166–173. DOI: 10.2307/595168.
- Van der Waerden, B. L. «The Heliocentric System in Greek, Persian and Hindu Astronomy». Annals of the New York Academy of Sciences, 500, 1987, p. 525–545. DOI: 10.1111/j.1749-6632.1987.tb37224.x.